# Emma Wiesner
Emma Wiesner, née le 11 novembre 1992 à Västerås, est une femme politique suédoise.
Députée européenne depuis 2021, elle appartient au groupe Renew Europe.